# Leptacis longimanus
Leptacis longimanus är en stekelart som beskrevs av Jean-Jacques Kieffer 1916. Leptacis longimanus ingår i släktet Leptacis och familjen gallmyggesteklar. Inga underarter finns listade i Catalogue of Life.